# Fossil Butte National Monument
Fossil Butte National Monument ist ein Schutzgebiet vom Typ eines National Monuments im Südwesten des US-Bundesstaates Wyoming. Es bewahrt eine Fossillagerstätte, den Fossil Lake mit den Ablagerungen der Green-River-Formation, darunter das sehr fundreiche Fossil Butte Member, aus dem Eozän vor etwa 50 Millionen Jahren. 
Das Schutzgebiet wurde 1972 eingerichtet, nachdem die Lagerstätte ab den 1870er Jahren erforscht und Funde über mehrere Jahrzehnte kommerziell vermarktet wurden. Es wird durch den National Park Service verwaltet.

## Beschreibung
Das Schutzgebiet liegt im Lincoln County, etwa 25 km westlich von Kemmerer. Im Eozän, vor etwa 50 Millionen Jahren, lag hier eine der drei großen Seenlandschaften, die aus dieser Zeit im Westen der Vereinigten Staaten gefunden wurden. Die klimatischen Verhältnisse damals erinnern an das heutige subtropische Florida.
Die Fossilienfunde bestehen fast ausschließlich aus aquatischen Lebensformen, weit überwiegend Fischen (z. B. Notogoneus osculus), daneben Krokodilen, Weichschildkröten, zwei Arten Fledermäusen, einigen Libellen und weiteren Arten. Die Funde sind in die Green-River-Formation eingelagert, Sedimentgestein der großen Seenlandschaften, das aus Sandstein und Schluffstein mit eingelagerter Steinkohle und Ölschiefer besteht. Die besonders interessanten Schichten sind eingelagerter Kalkstein und Dolomit, die hier in so feiner Zusammensetzung gefunden werden, dass sie nicht nur Knochenstrukturen, sondern auch Weichteile der fossilen Fauna erhalten haben. Die besterhaltenen Funde liegen im sogenannten 18-inch-layer, einer Kalksteinschicht.
Beim Bau der transkontinentalen Eisenbahn in den Rocky Mountains erreichte die Besiedelung des Westens auch die bisher nur sporadisch durch Siedler-Trecks durchquerte Region. In den 1870er Jahren wurde die oberflächennahe Steinkohle zur Versorgung der Eisenbahn erschlossen. Dabei machten die Bergleute die ersten Fossilienfunde. Zwischen etwa 1900 und 1937 wurden die Fossillagerstätten kommerziell genutzt und die Fossilien an Museen und Privatsammler in aller Welt verkauft.